# Skafield
 Skafield war eine Ska-Punk-Band aus dem Saarland.

## Bandgeschichte
Skafield wurden 1997 gegründet und wuchsen im Lauf ihrer Bandgeschichte zu einer achtköpfigen Besetzung heran. 2001 erschien ihr Debütalbum Fasten Your Seat-Belts auf Leech Records. 2002 folgte die 7" Interdependence Day (Fond of Life Records). Das zweite Album Smiling at the Tragedy (Leech Records) folgte 2003. 2006 erschien Create your own hell, letztmals über Leech Records. Im Anschluss spielt die Gruppe unter anderem mit Seeed, Beatsteaks, Less Than Jake, Sondaschule, The Toasters und Randy.
Skafield wechselte danach zu Long Beach Records. Das Album Memories in Melodies erschien 2010 unter Beteiligung von Mike Park (Asian Man Records). Zum ersten Mal ist auch ein deutschsprachiger Titel auf dem Album.

## Musikstil

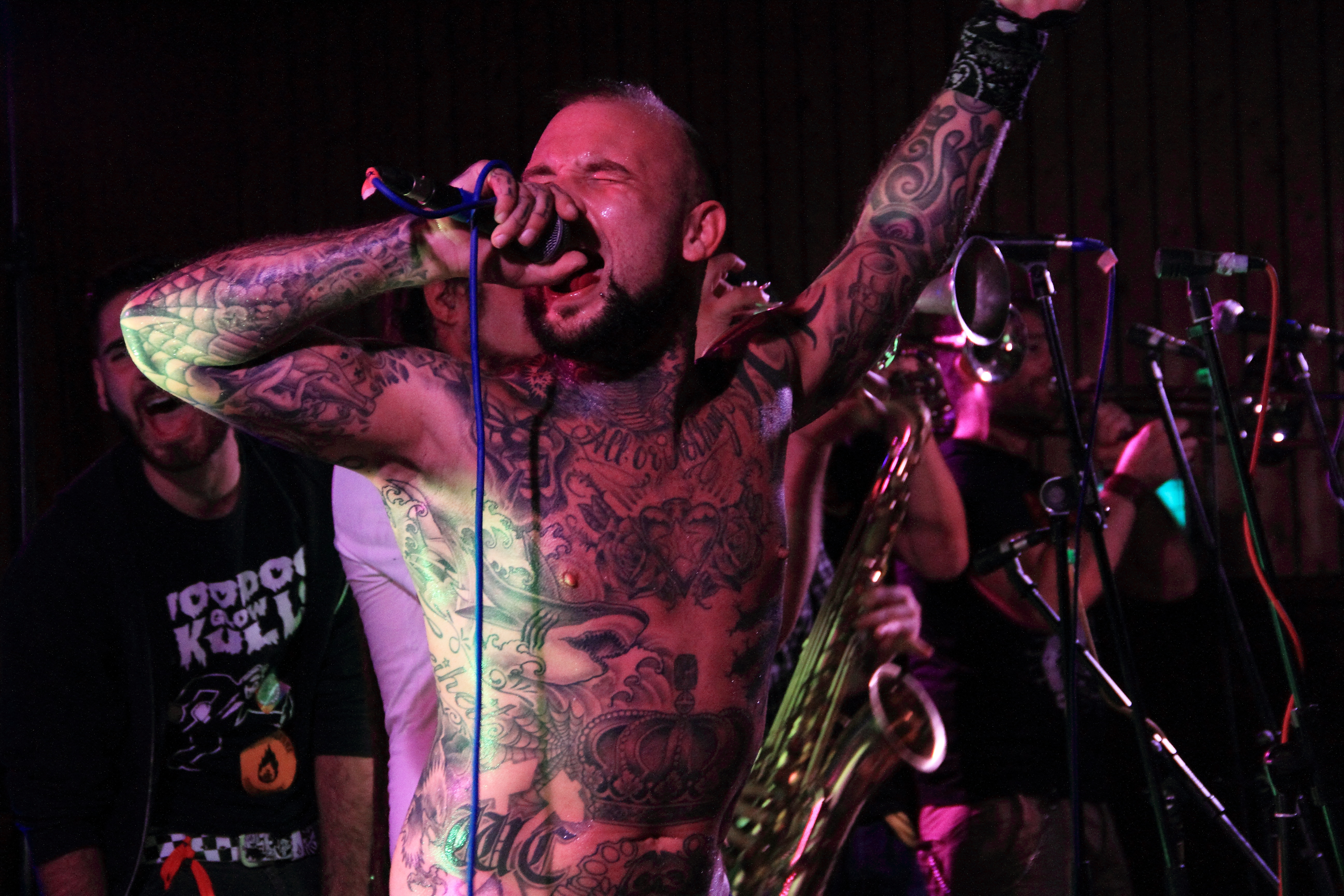
Philipp Berens

Skafield verbinden Ska-Rhythmen mit anderen Musikstilen wie Punk, Reggae und Hardcore. Ihre Musik wird daher auch als „Hard-hitting Skapunk“ bezeichnet. Beeinflusst wurde die Gruppe unter anderem von The Mighty Mighty Bosstones, Less Than Jake, Slapstick und Operation Ivy. Es überwiegt eine positive Grundstimmung, die Musik ist vor allem zum Tanzen und Mitsingen gedacht. Die Texte sind sowohl persönlich als auch politisch gehalten.

## Diskografie
- 2001: Fasten your Seat-Belts
- 2002: Interpendence Day (7-Inch)
- 2003: Smiling at the Tragedy
- 2006: Create your own Hell
- 2010: Memories in Melodies